# Radioåret 1986

## Händelser

### Mars
- 1 mars - Med meddelandet om mordet på Olof Palme inleder Sveriges Radio nyhetssändningar dygnet runt.

## Radioprogram

### Sveriges Radio
- 1 december - Årets julkalender är Bland tomtar och troll.[1]

## Födda
- 26 januari - Nanna Johansson, svensk programledare.
- 27 oktober - Angelica Norgren, svensk programledare.
- 11 november - Karin Gyllenklev, svensk programledare.

### Fotnoter
1. ↑  ”1986, Bland tomtar och troll”. Sveriges Radio. http://sverigesradio.se/barn/julkalendrar/1986.stm. Läst 31 augusti 2015.